# Traisen (Neder-Oostenrijk)
Traisen ([ˈtʀaɪ̯zn̩]ⓘ) is een gemeente in de Oostenrijkse deelstaat Neder-Oostenrijk, gelegen in het district Lilienfeld (LF). De gemeente heeft ongeveer 3600 inwoners.

## Geografie
Traisen heeft een oppervlakte van 6,79 km². Het ligt in het centrum van het land, ten zuidwesten van de hoofdstad Wenen.

## Geboren in Traisen
- Rupert Hollaus (1931), Motorcoureur, wereldkampioen in 1954

Annaberg · Eschenau · Hainfeld · Hohenberg · Kaumberg · Kleinzell · Lilienfeld · Mitterbach am Erlaufsee · Ramsau · Rohrbach an der Gölsen · Sankt Aegyd am Neuwalde · Sankt Veit an der Gölsen · Traisen · Türnitz